# ماركوس ناش (لاعب كرة قدم أمريكية)
ماركوس نـاش (بالإنجليزية: Marcus Nash)‏ هو لاعب كرة قدم أمريكية أمريكي، ولد في 1 فبراير 1976 في تلسا في الولايات المتحدة.

## وصلات خارجية
- ماركوس نـاش على موقع مرجع كرة القدم المحترفة.كوم (الإنجليزية)